# Culture des castros
 (août 2020).

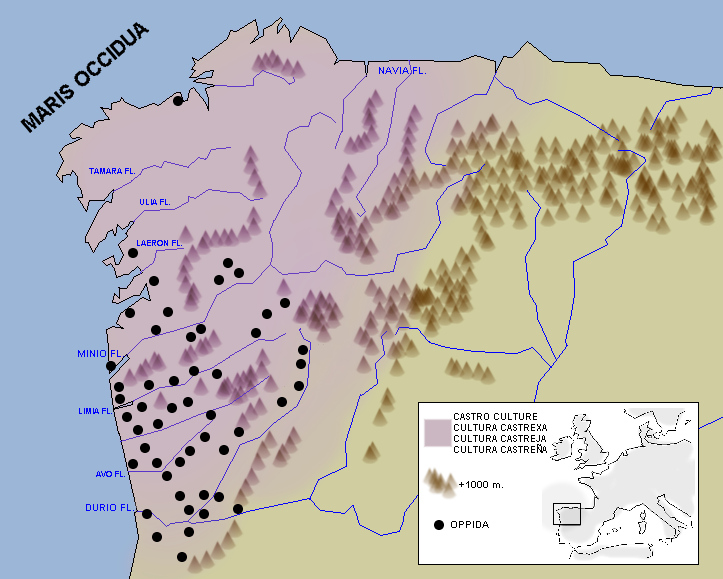
Étendue géographique de la culture des castros.

La culture des castros (cultura castreja en portugais ; cultura castrexa en galicien ; cultura castreña en espagnol et en asturien) est une expression utilisée en archéologie pour désigner la culture du nord-ouest de la péninsule Ibérique (région qui correspond approximativement au Portugal, à la Galice et aux Asturies) pour une période qui va de la fin de l’âge du bronze (IXe siècle av. J.-C.) jusqu’au Ier siècle. La caractéristique la plus notable de cette culture sont les villages fortifiés et les collines fortifiées, connus sous le nom de castros (du latin castrum : « château »). La zone géographique de ces villages s’étend du Douro au sud à la rivière Cares à l’est.
La région qui borde la rivière Ave dans la zone centrale de cette culture possède les plus grands castros, connus sous les noms de citânias ou cividades (du latin civitas : « cité »), en raison de leur structure quasi-urbaine : citânia de Sanfins, citânia de Briteiros, cividade de Bagunte et cividade de Terroso. Cependant, il existe au moins un castro de taille moyenne de la région, le castro do Vieito, qui partage avec ces grandes agglomérations certains des éléments considérés comme révélateurs d'un proto-urbanisme (rues pavées, organisation en quartiers, cabane communautaire).

## Histoire

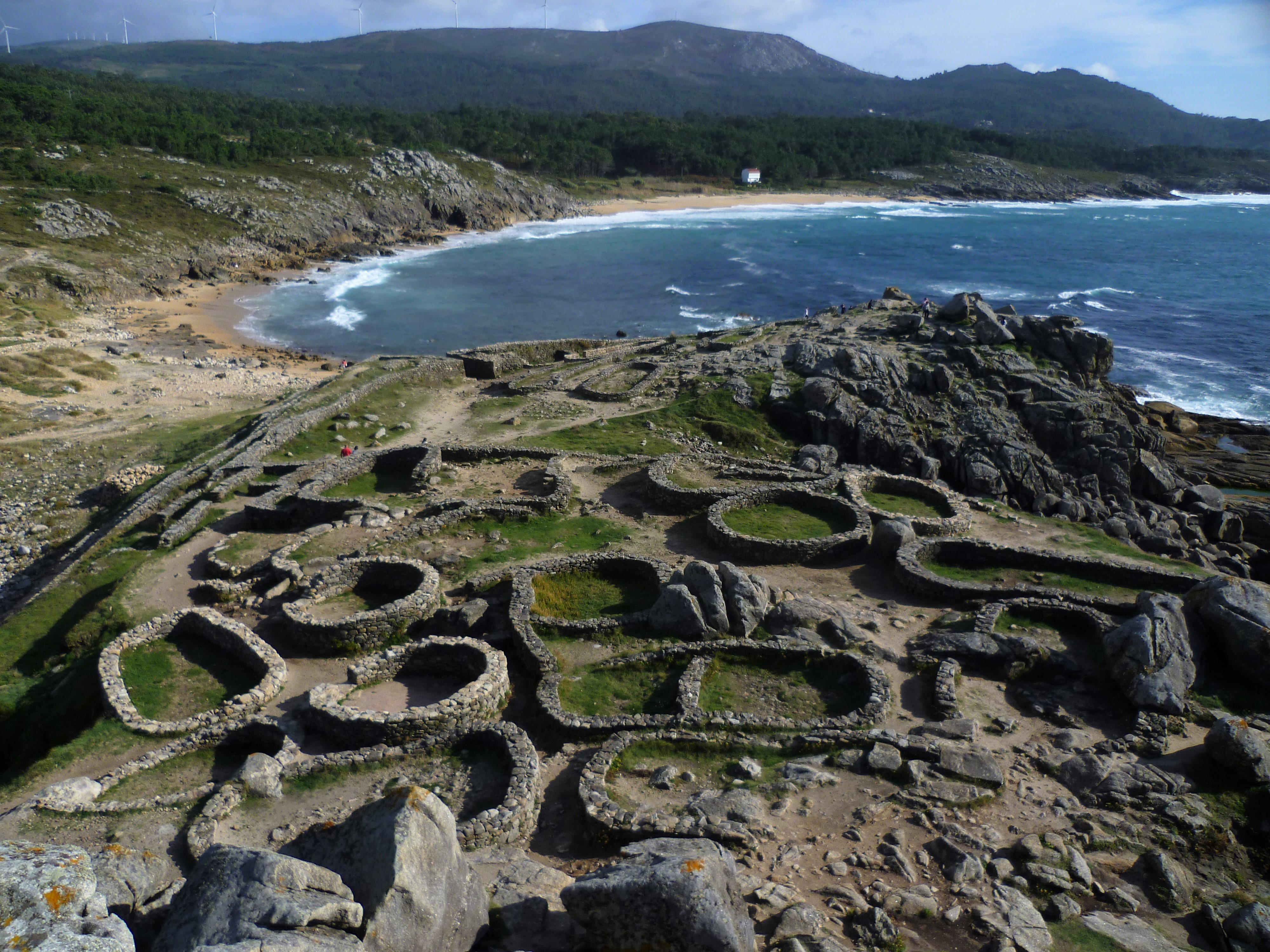
Castro de Baroña (Galice).

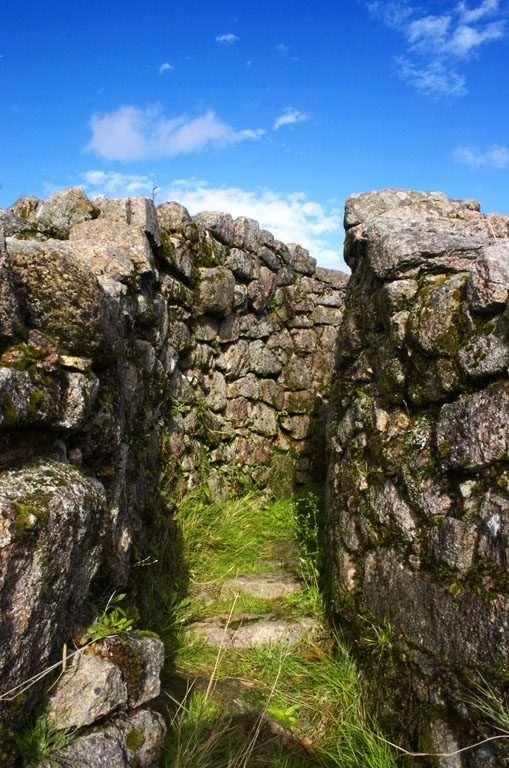
Castro de Troña, Pías, Ponteareas (Pontevedra).

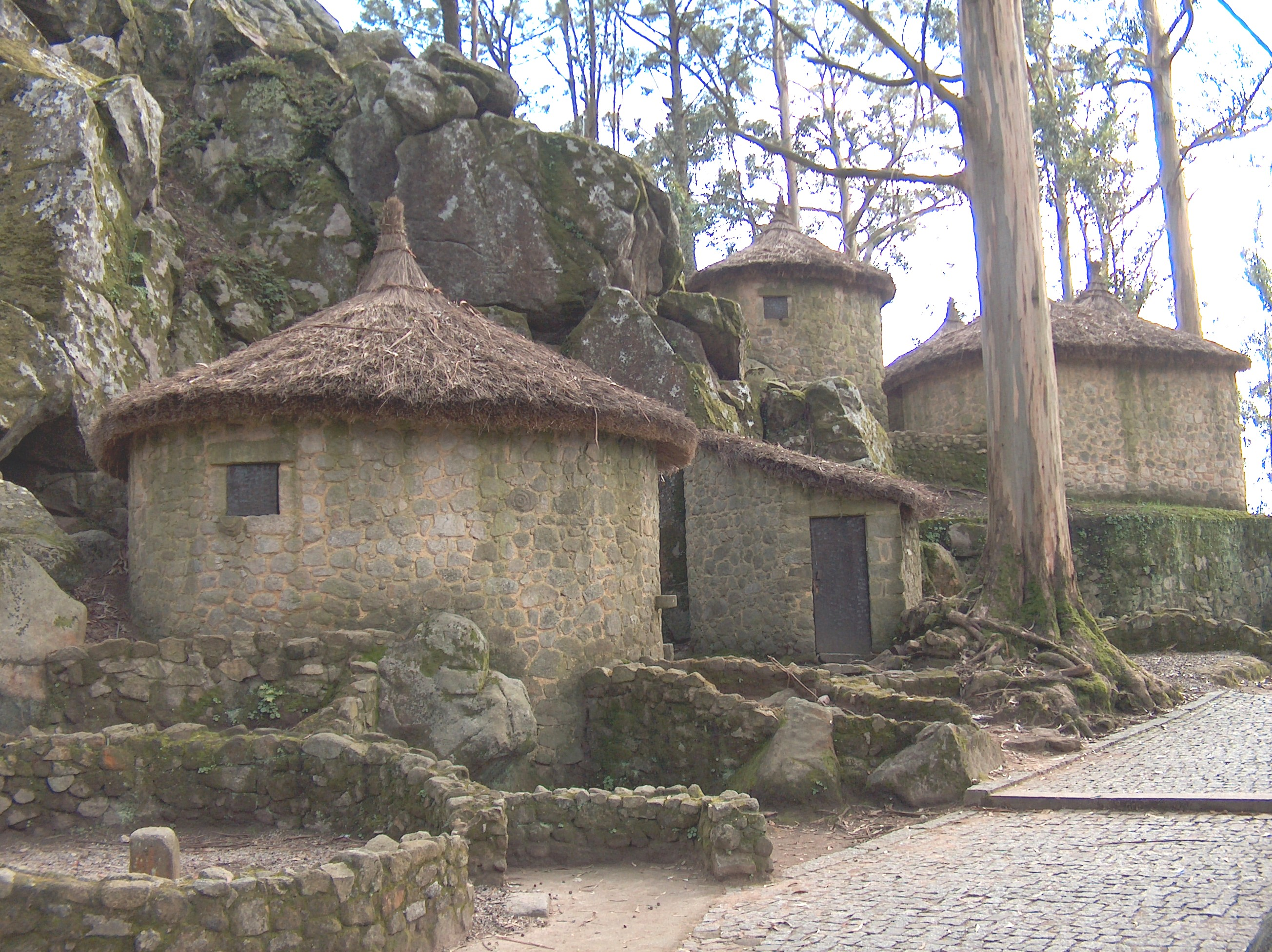
Castro de São Lourenço en Esposende (Portugal).

La culture des castros a commencé à se développer pendant l’âge du bronze final comme le résultat d’une forte influence culturelle sur les populations indigènes, venues d’Europe centrale et des régions atlantiques et méditerranéennes. Dans la période de formation qui a suivi (jusqu’au Ve siècle av. J.-C.), les castros se sont étendus du sud vers le nord et du littoral vers l’intérieur de la péninsule ibérique. Cette culture a continué son extension et son développement pendant deux siècles, jusqu’à ce que l’influence de la République romaine commence à se faire sentir au cœur de l’aire culturelle des castros, au cours du IIe siècle av. J.-C. La culture subit quelques transformations pendant la conquête romaine et la formation de la province romaine de Galice, au centre de la zone, jusqu’à sa disparition définitive au IVe siècle.

## Économie
L’économie des castros est basée sur différentes sortes d’agricultures. Cette importante production est notamment composée de céréales comme le blé et l’orge, de légumes comme les fèves et les navets et de fruits, comme les châtaignes. Des animaux, vaches, chevaux, moutons et porcs sont l’objet d’élevage et d’autres, comme le cerf, sont chassés. Des poissons, comme le colin, et des coquillages sont courants.
L’exploitation minière et la métallurgie constituent une part de l’économie. Or, fer, cuivre, étain et plomb sont les minerais les plus couramment extraits. Ces métaux sont raffinés et fondus pour fabriquer différents outils. La céramique est aussi pratiquée dans la région. La bijouterie des castros a ses racines dans l’âge du bronze et va être progressivement influencée par les cultures d’Europe centrale et de la Méditerranée. Les pièces les plus caractéristiques de cette bijouterie sont les bracelets et les boucles d’oreille. La sculpture est plus couramment pratiquée dans le sud et va s’accroître durant l’occupation romaine.
Leurs armes sont principalement des épées ou des poignards.

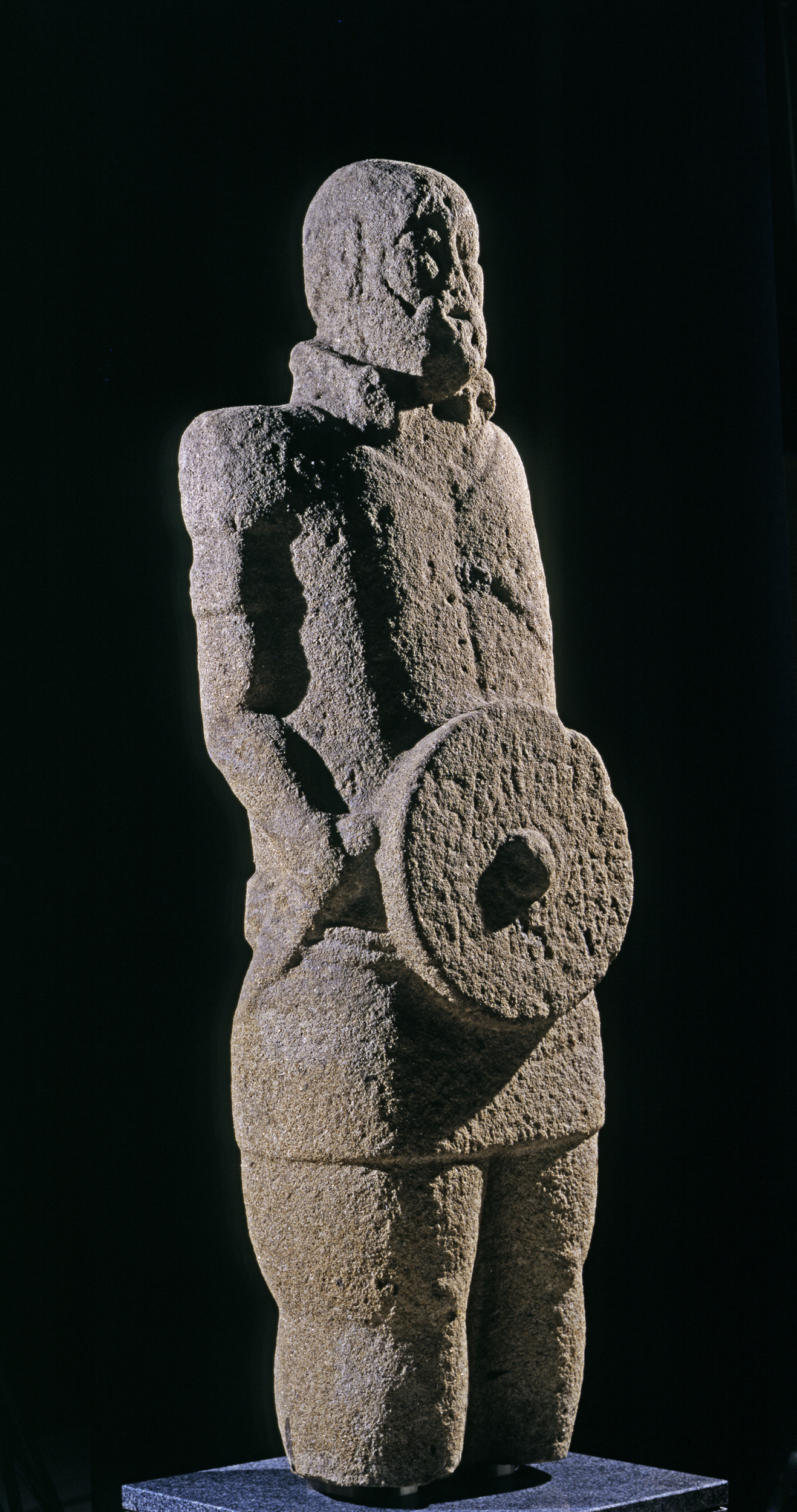
Statue de guerrier.
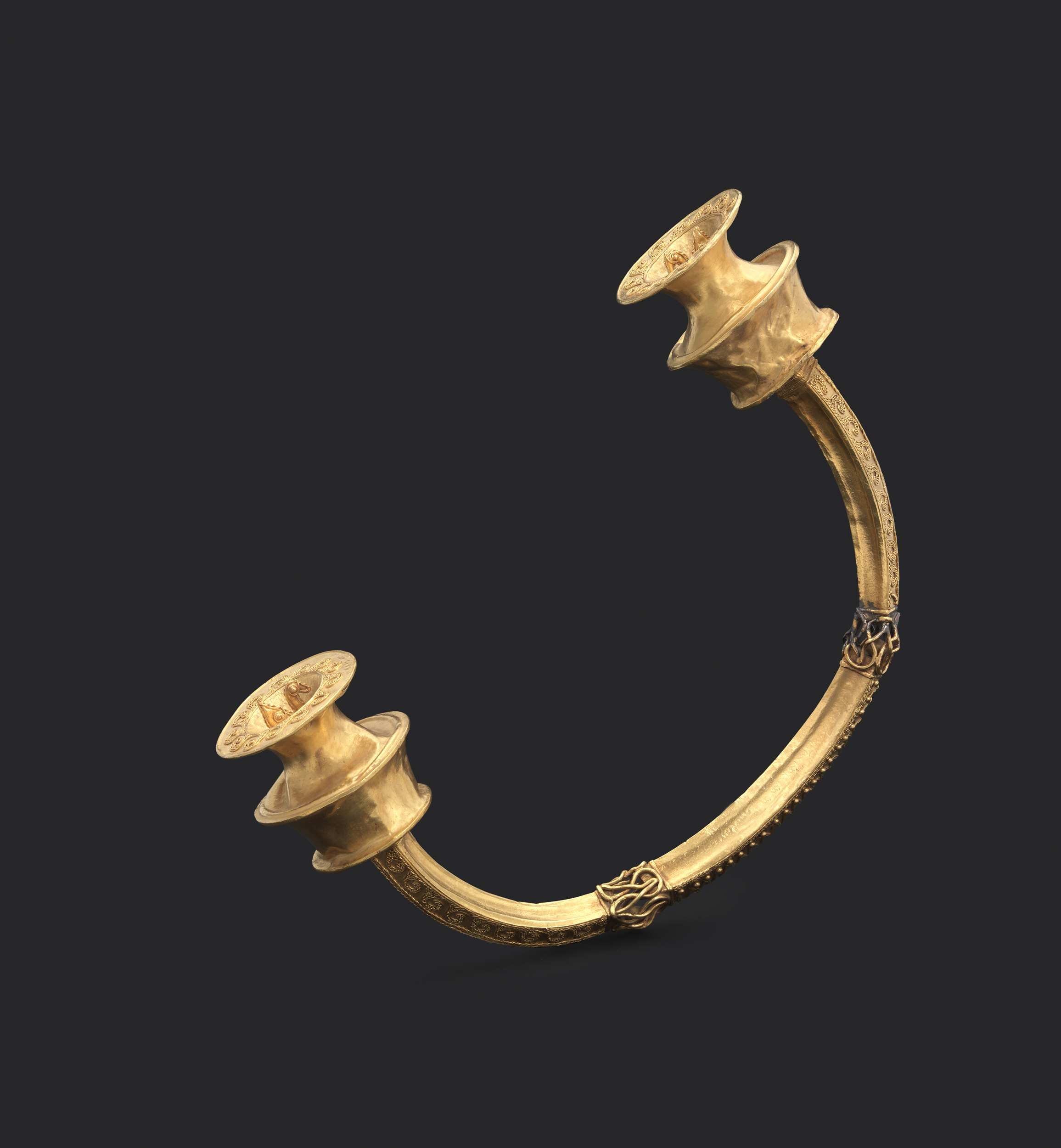
Torque, collier en or de chef.

## Religion
Le panthéon religieux est important si l’on en juge d’après les inscriptions d’époque romaine et asture et comporte sans aucun doute un culte et des cérémonies qui ont pour but d’harmoniser la population avec les forces de la nature. Les rites funéraires sont pour la plupart inconnus, à l’exception de la cividade de Terroso, où la crémation est en usage.

## Exemples

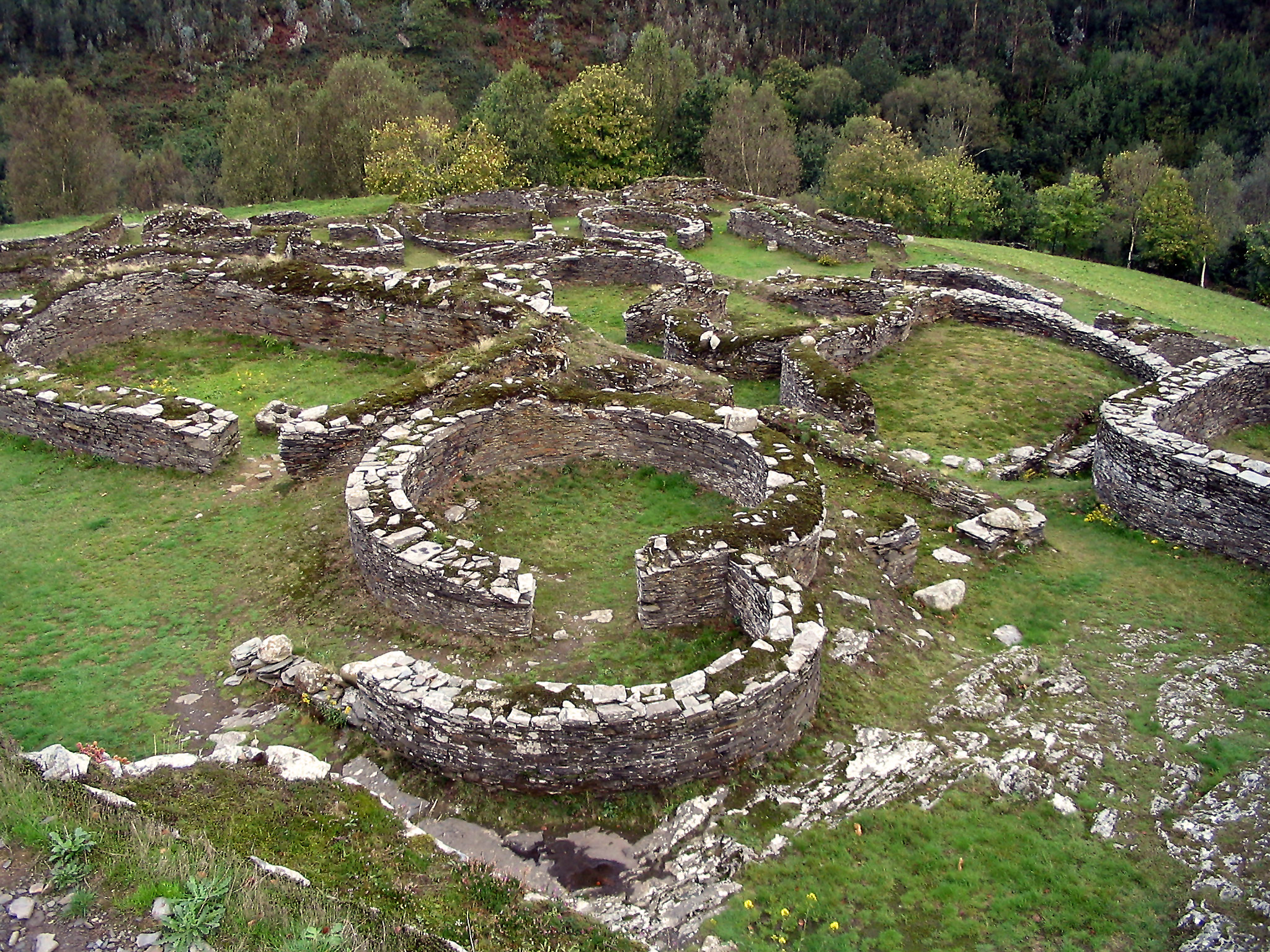
Castro de Coaña, Asturies (Espagne).

- Castros des Asturies
- Castros de Cantabrie
- Castros de Galice
- Castros du Portugal